# Chine continentale
Pour les articles homonymes, voir Chine (homonymie).
 (signalé en juillet 2025).
Si vous disposez d'ouvrages ou d'articles de référence ou si vous connaissez des sites web de qualité traitant du thème abordé ici, merci de compléter l'article en donnant les références utiles à sa vérifiabilité et en les liant à la section « Notes et références ».
- Archive Wikiwix
- Bing
- Cairn
- DuckDuckGo
- E. Universalis
- Gallica
- Google
- G. Books
- G. News
- G. Scholar
- Persée
- Qwant
- (zh) Baidu
- (ru) Yandex
- (wd) trouver des œuvres sur Wikidata

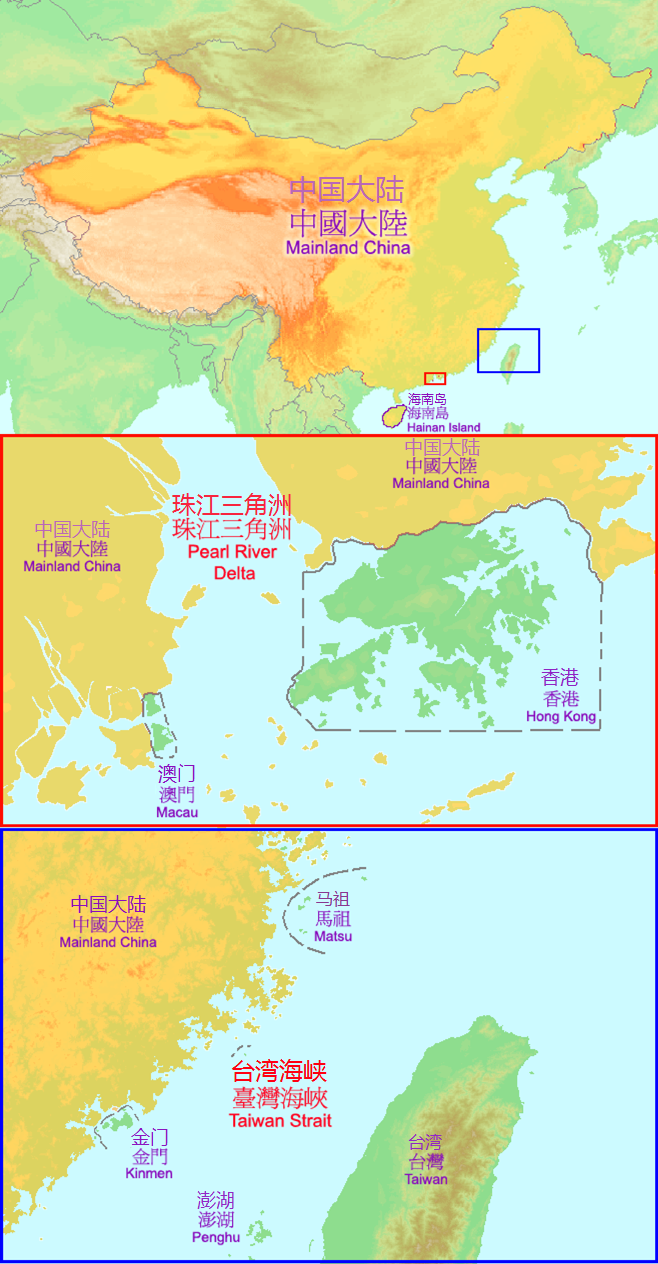
Diverses cartes délimitant la Chine continentale.

La Chine continentale (chinois simplifié : 中国大陆 ; chinois traditionnel : 中國大陸 ; pinyin : Zhōngguó dàlù) désigne le territoire de la Chine administré par la république populaire de Chine (RPC), à l'exception des régions administratives spéciales (RAS) de Hong Kong et de Macao. Cette appellation exclut donc les territoires contrôlés par la république de Chine (communément appelée Taïwan), c'est-à-dire l'île de Taïwan et les îles voisines.
Ainsi, pour les Chinois de la république populaire, même si l'île de Hainan, ainsi que toutes les îles côtières placées sous leur souveraineté, ne font pas géographiquement partie du continent, leurs systèmes juridiques et administratifs semblable au reste du pays, les classent comme partie intégrante de la « Chine continentale ».
Le terme de « Chine continentale » permet aussi d'évoquer de la république populaire de Chine (RPC) sans l’ambiguïté de définir la Chine, alors que celle-ci est divisée en deux territoires portant officiellement ce nom et que les deux gouvernements sont d'accord pour dire qu'il n'y a qu'une seule Chine.
Les habitants de Hong Kong et Macao (également sous contrôle de la RPC) utilisent aussi ce terme pour parler de la Chine continentale sans les régions administratives spéciales (RAS). Cependant, géographiquement parlant, les territoires de ces deux RAS sont en partie continentaux.